# Jan Cremer
Jan Cremer (Enschede, 20 aprile 1940 – Amsterdam, 19 giugno 2024) è stato uno scrittore olandese.

## Biografia
Ottenne un notevole successo con i romanzi autobiografici Ik Jan Cremer ("Io, Jan Cremer") I e II, rispettivamente del 1964 e del 1966, Made in USA del 1969 e Logboek ("Giornale di bordo") del 1978, in parte ambientati negli Stati Uniti. Attraverso un linguaggio gergale e provocatorio, essi descrivono le esperienze di una gioventù che vive la metropoli come una giungla, piena di avventure ma anche di sconfitte.

## Opere
- Ik Jan Cremer (1964)
- Ik Jan Cremer II (1966)
- Made in U.$.A. (1969)
- Oklahoma Motel (1969)
- The Late Late Show (1969)
- Sneeuw (1976)
- Logboek (1978)
- De Hunne (1983)
- De liefdes van Jan Cremer (1988)
- Wolf (1993)
- De Venus van Montparnasse (1999)